# Bokići
Bokići su naselje u Republici Hrvatskoj, u sastavu Općine Višnjan, Istarska županija. Nastali su izdvajanjem iz naselja Višnjan odlukom Općinskog vijeća 2008. godine.

## Stanovništvo
Prema popisu stanovništva 2011. godine prvi put se pojavljuju kao samostalno naselje i po popisu imalo je 21 stanovnika.
| broj stanovnika | 21    | 17    |
|                 | 2011. | 2021. |